# Moschheim
Moschheim ist eine Ortsgemeinde im Westerwaldkreis in Rheinland-Pfalz. Sie gehört der Verbandsgemeinde Wirges an.

## Geographische Lage
Die Ortsgemeinde liegt nördlich von Montabaur an der Kannenbäckerstraße.
Im Norden des Gemeindegebiets erhebt sich der Malberg, mit 422 m ü. NHN eine der höchsten Erhebungen der näheren Umgebung.

## Geschichte
Moschheim wurde 1362 erstmals urkundlich erwähnt.

## Religion
Der überwiegende Teil der Bevölkerung ist römisch-katholisch. Im Ort befindet sich eine katholische Filialkirche der Pfarrei St. Bonifatius (Wirges), die zum Bistum Limburg gehört, die Kirche trägt das Patronat des hl. Paulus. Die rund 150 evangelischen Christen werden von der Evangelischen Martin-Luther-Kirchengemeinde Wirges betreut, die zur Evangelischen Kirche in Hessen und Nassau gehört.

## Politik

### Bürgermeister
Marco Geibert wurde im Juni 2024 zum Ortsbürgermeister von Moschheim gewählt.
Sein Vorgänger war Norbert Nöller seit August 2019. Da bei der Direktwahl am 26. Mai 2019 kein Bewerber angetreten war, erfolgte die Wahl gemäß Gemeindeordnung durch den Rat.
Nöllers Vorgänger Thomas Fein hatte das Amt 30 Jahre ausgeübt.

### Wappen
| Wappen von Moschheim | Blasonierung: „Über blau-silbern gespaltenem Bogenschildfuß, darin auf dem Speit ein Krug in verwechselten Farben, der mit einer Traube am Rebholz in abermals verwechselten Farben belegt ist, gespalten von Silber und Rot. Vorn ein durchgehendes rotes Kreuz. Hinten eine goldene Krone.“ |
| Wappen von Moschheim | |

## Wirtschaft und Infrastruktur

### Wirtschaft
- In Moschheim ist der Westerwaldkreis-Abfallwirtschaftsbetrieb (WAB) ansässig. Das Unternehmen ist ein kommunaler Eigenbetrieb des Westerwaldkreises und ist zuständig für die Abfallwirtschaft im Kreisgebiet. Der Fuhrpark umfasst rund 46 Fahrzeuge.[7]
- In Moschheim ist die 1963 gegründete und inzwischen „einzige Krugfabrik des Westerwalds“[2] ansässig, die Steinzeugfabrik MKM Max Krüger GmbH & Co. KG. Ihre Produkte werden weltweit vermarktet.[2]

### Verkehr
- Östlich des Ortes verläuft die B 255 die Montabaur und Rennerod verbindet.
- Die nächste Autobahnanschlussstelle ist Montabaur an der A 3 Köln–Frankfurt am Main, etwa drei Kilometer entfernt.
- Der nächstgelegene Anschluss an den Eisenbahnverkehr besteht am Bahnhof Montabaur an der Schnellfahrstrecke Köln–Rhein/Main sowie der Unterwesterwaldbahn.
- Der Bahnhof Moschheim liegt zudem an der Bahnstrecke Herborn–Montabaur, jedoch findet nur noch zwischen Montabaur und Wallmerod Güterverkehr statt sowie Touristikverkehr mit Draisinen zwischen Westerburg und Rennerod.